# Niederheid

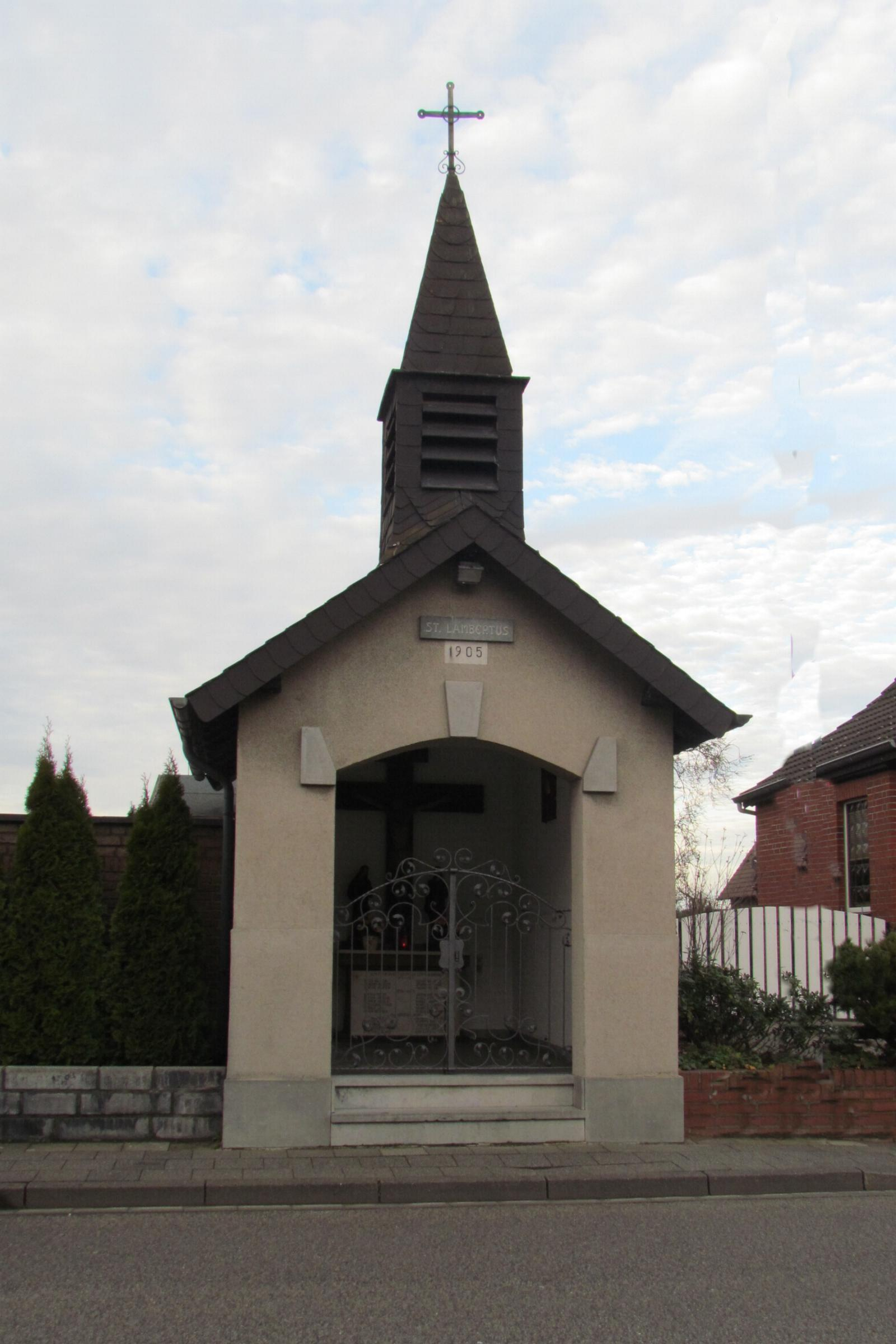
Kapelle in Niederheid

Niederheid ist ein Ortsteil der Mittelstadt Geilenkirchen im Kreis Heinsberg in Nordrhein-Westfalen.

## Geographie

### Lage
Niederheid liegt etwa eineinhalb Kilometer nördlich der Kernstadt Geilenkirchen heute an der Bundesstraße 56. Die Straße wird als Umgehungsstraße um den Ort und die Stadt herumgeführt. Den eigentlichen Kern des ehemals kleinen Weilers bildeten wenige größere Höfe, die in der Art eines Waldhufendorfes an der Südseite der von der „Landstraße“ rechtwinklig abgehenden heutigen Von-Humboldt-Straße lagen, einem Weg, der Schloss Trips über Niederheid mit Gillrath verband, ergänzt durch den Dorfteich auf der Nordseite. Hinter den Höfen lag im Hofstreifen eine eingezäunte Wiese, dann schloss sich das Feld an (Heyder Feld). Einige der ehemaligen Streifenfluren lassen sich noch anhand der Wege in der Tranchotkarte erschließen. Das Gelände nördlich der Straße wird auf der Tranchot-Karte als Heide (Bruyères, Br) bezeichnet durchsetzt mit Moor-Gelände (Marais, M), daher auch die vielen ehemaligen Wasserlöcher, die beim Torfabbau blieben. Heute hat sich das Gesicht des Ortes verändert. Das Heideland begünstigte die Ansiedlung von Militär und Industrie. Der Ort ist heute von drei Industriegebieten umgeben. Der entsprechende nordöstliche Geilenkirchener Ortsteil Hochheid hat seinen Charakter weitgehender bewahren können.

### Gewässer
Bei Starkregen und bei Schneeschmelze fließt das Oberflächenwasser aus Niederheid und Rischden zum Kötteler Schar (GEWKZ 282894). Der Bach führt vorbei an Uetterath, durch Dremmen und mündet nach einer Länge von 9,498 km bei Grebben in die Wurm.

### Nachbarorte
| Hatterath | Rischden                                    | Tripsrath  |
| Gillrath  | Kompassrose, die auf Nachbargemeinden zeigt | Müllendorf |
| Nierstraß | Bauchem                                     | Süggerath  |

## Geschichte

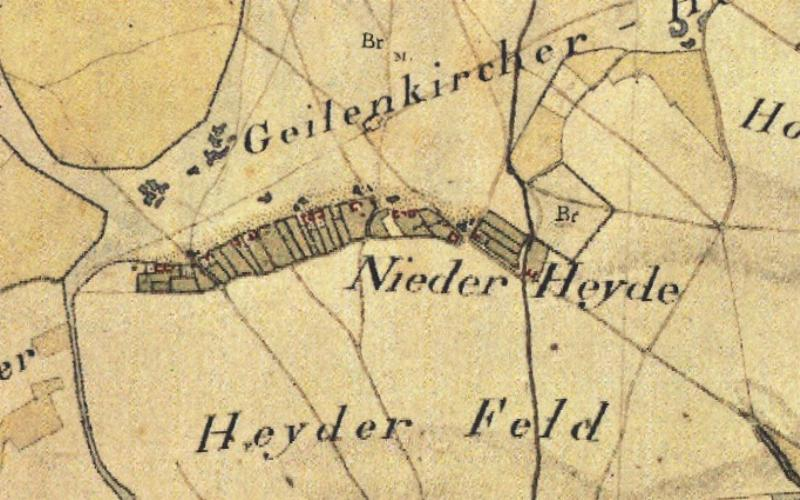
Niederheid auf der Tranchotkarte 1803–1820

### Ortsname
- 1498 op der Heyden
- 1590 auff der Heyden
- 1666 Dorff Heydt
- 1820 Nieder Heyde

### Ortsgeschichte
Niederheid gehörte früher zum Jülicher Amt Geilenkirchen. Der Ort gehörte auch zum Gericht und zur Pfarre Geilenkirchen.
Niederheid hatte 1828 insgesamt 115 Einwohner, 1852 waren es 239 Einwohner. Im Zuge der Gebietsreform zum 1. Januar 1972 blieb Niederheid bei der Stadt Geilenkirchen.

### Kirchengeschichte
Die Bevölkerung besteht zum größten Teil aus Katholiken. Der Ort gehört zur Pfarre St. Mariä Himmelfahrt, Geilenkirchen.

## Politik
Gemäß § 3 (1) h) der Hauptsatzung der Stadt Geilenkirchen ist Niederheid ein Stadtbezirk. Dieser wird durch einen Ortsvorsteher im Stadtrat der Stadt Geilenkirchen vertreten.

## Sehenswürdigkeiten
- Die römisch-katholische Lambertuskapelle von 1905 mit Ehrentafel für die Kriegsopfer.

## Infrastruktur

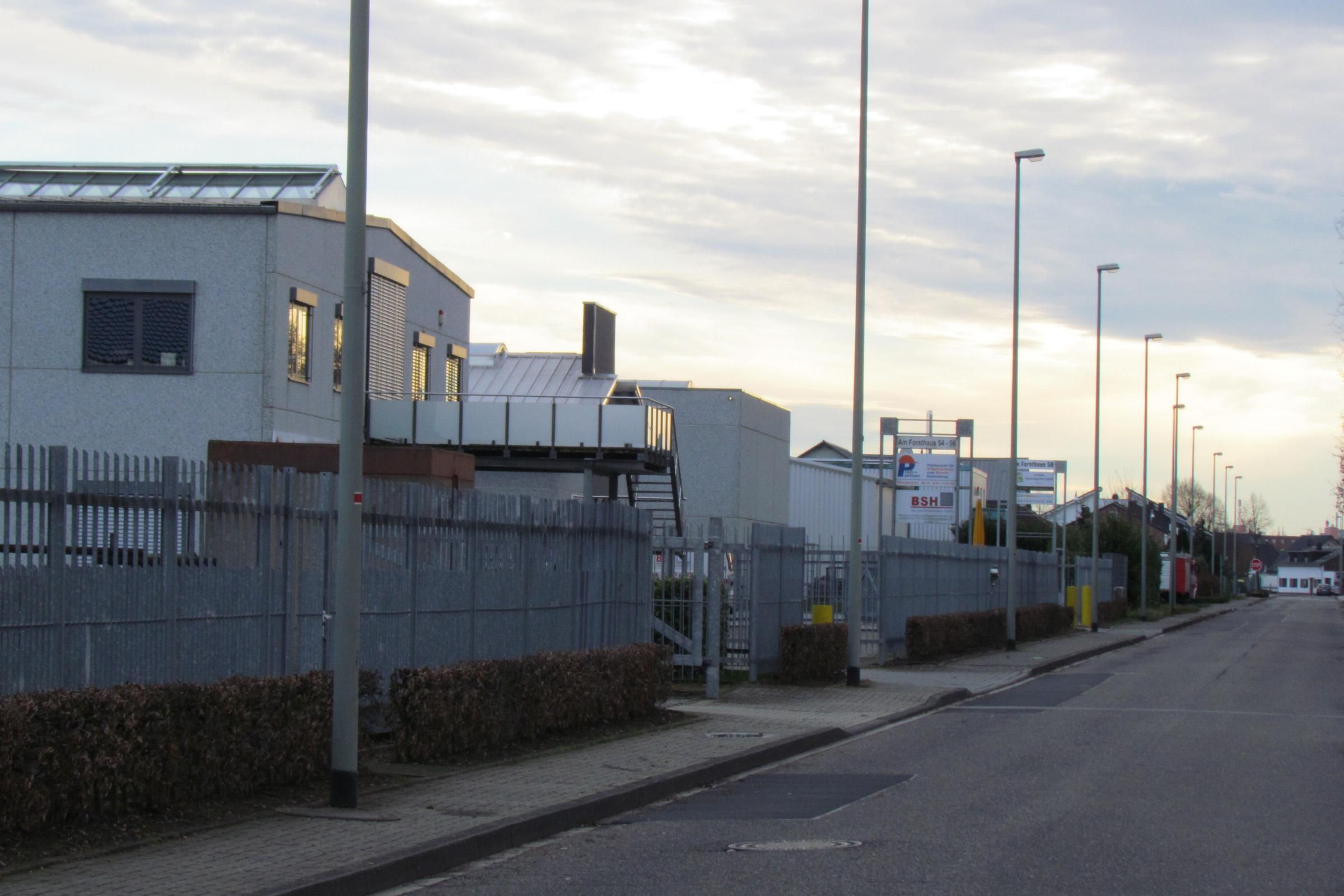
Industriegebiet

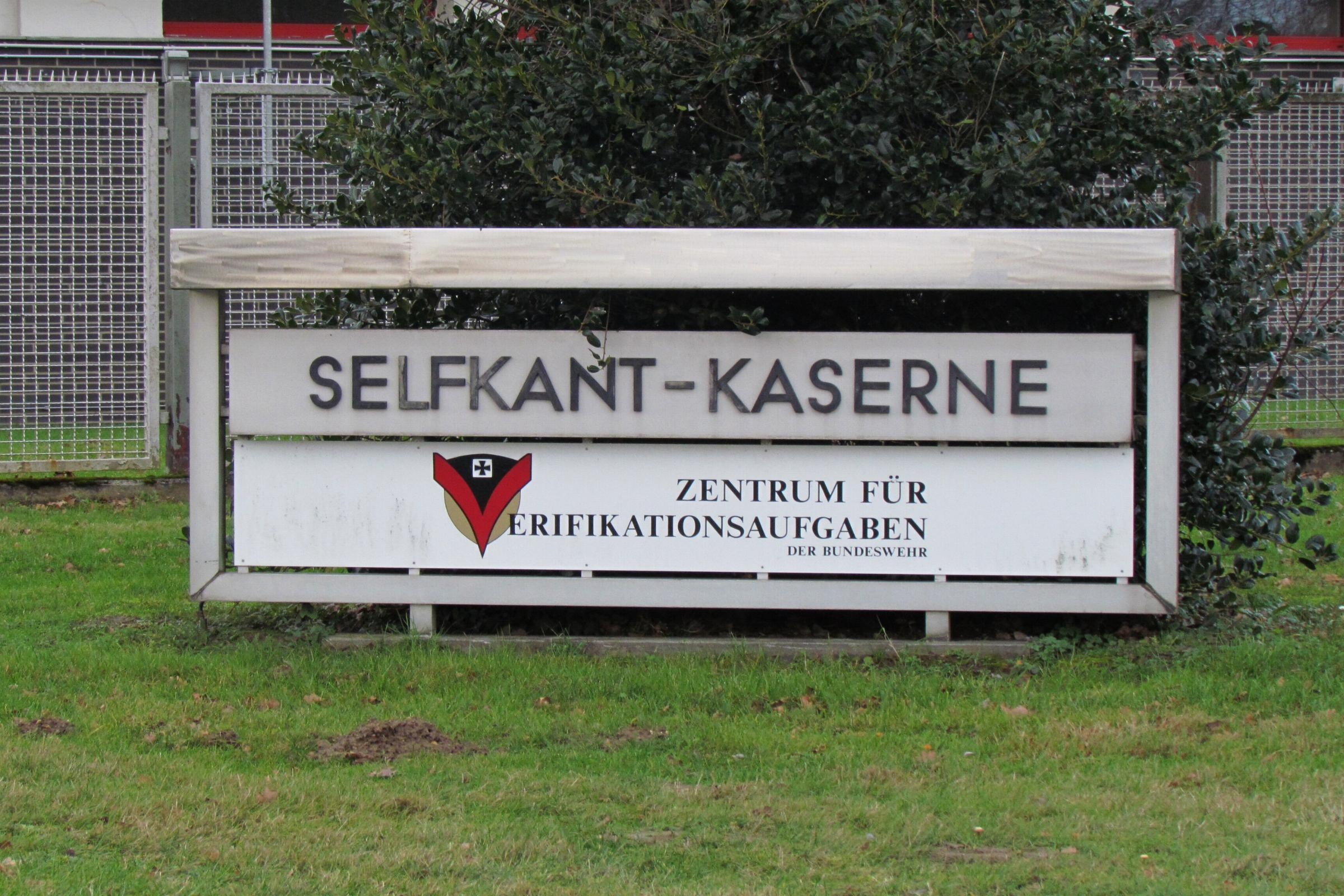
Selfkant-Kaserne

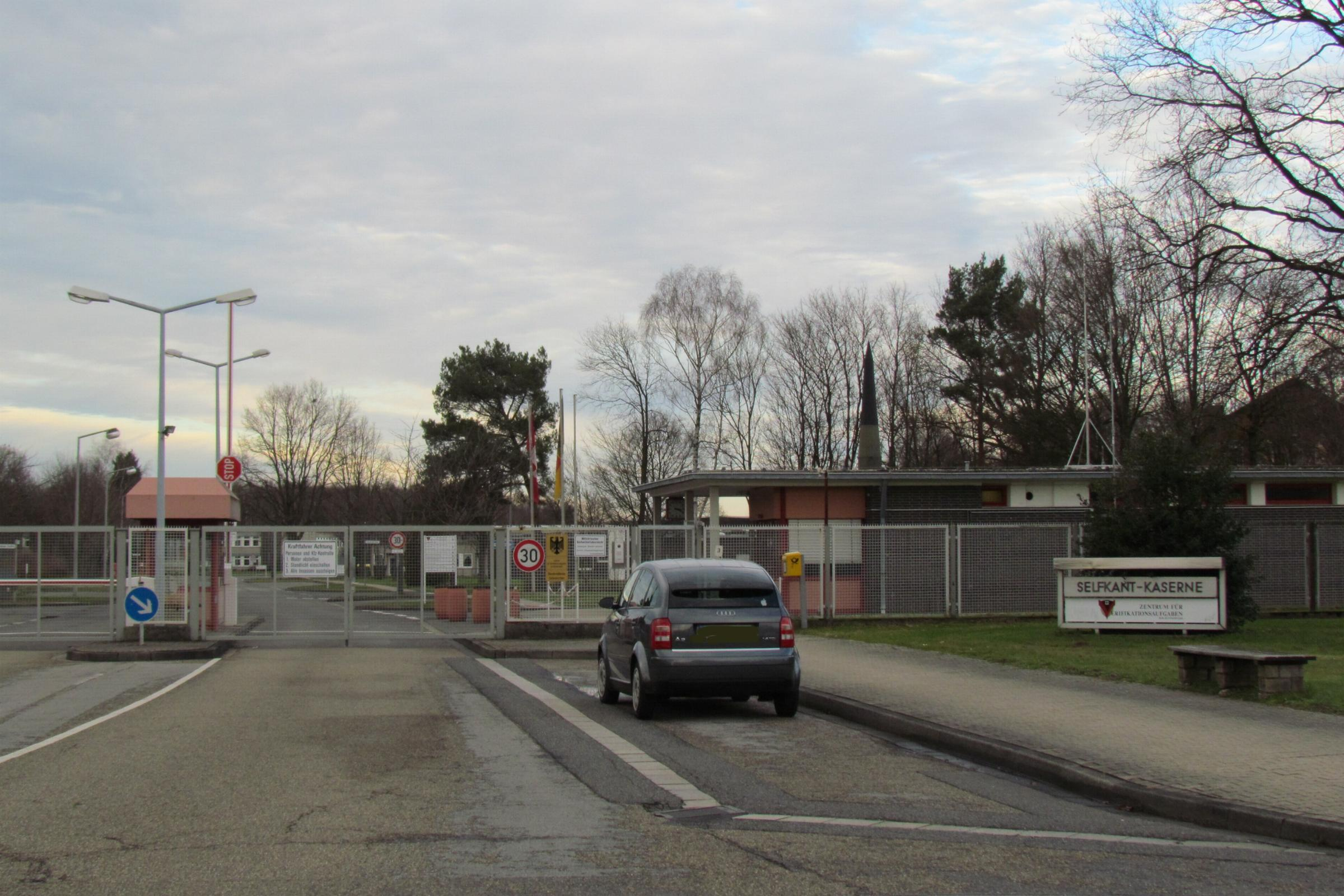
Kaserneneingang

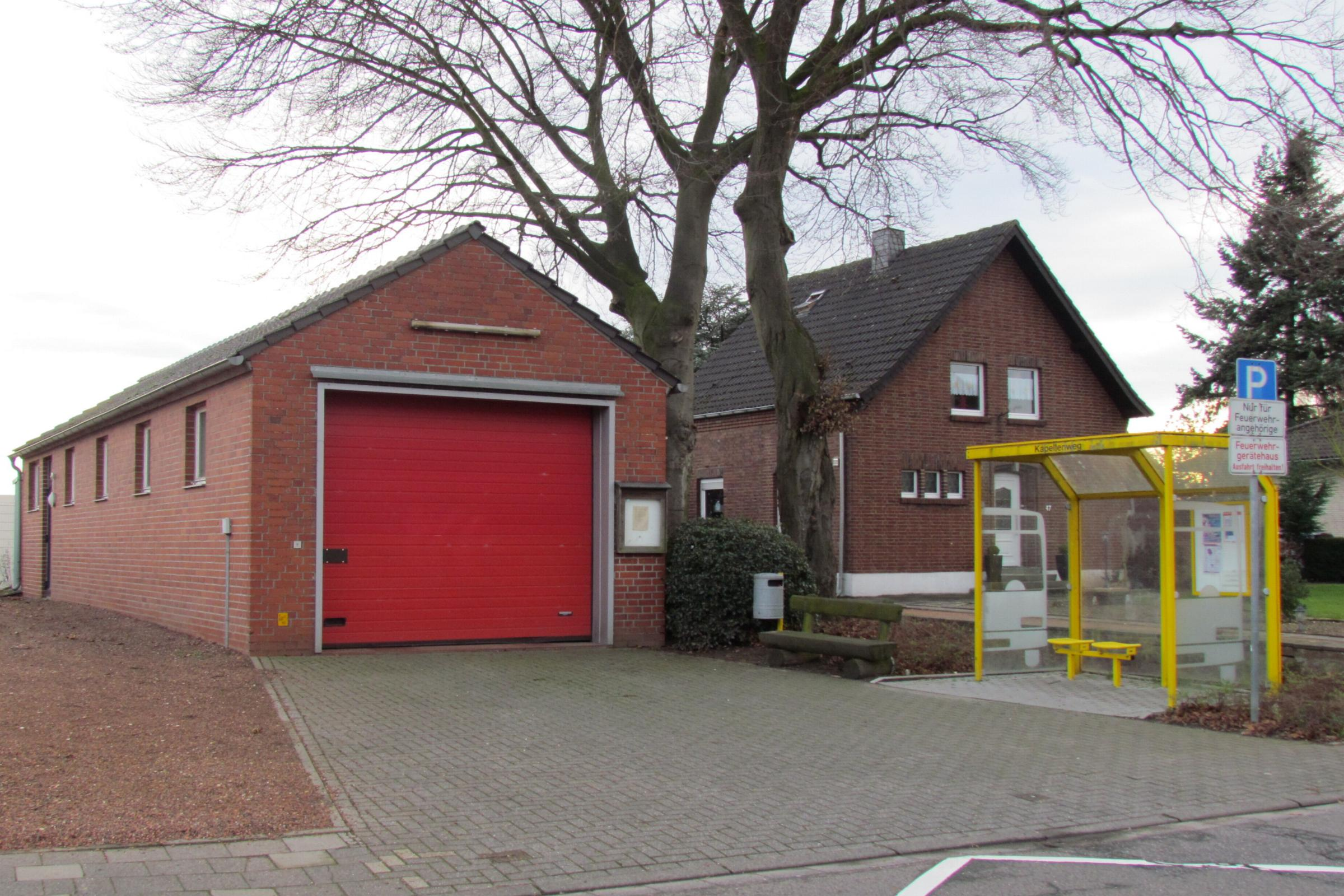
Feuerwehrhaus und Bushaltestelle

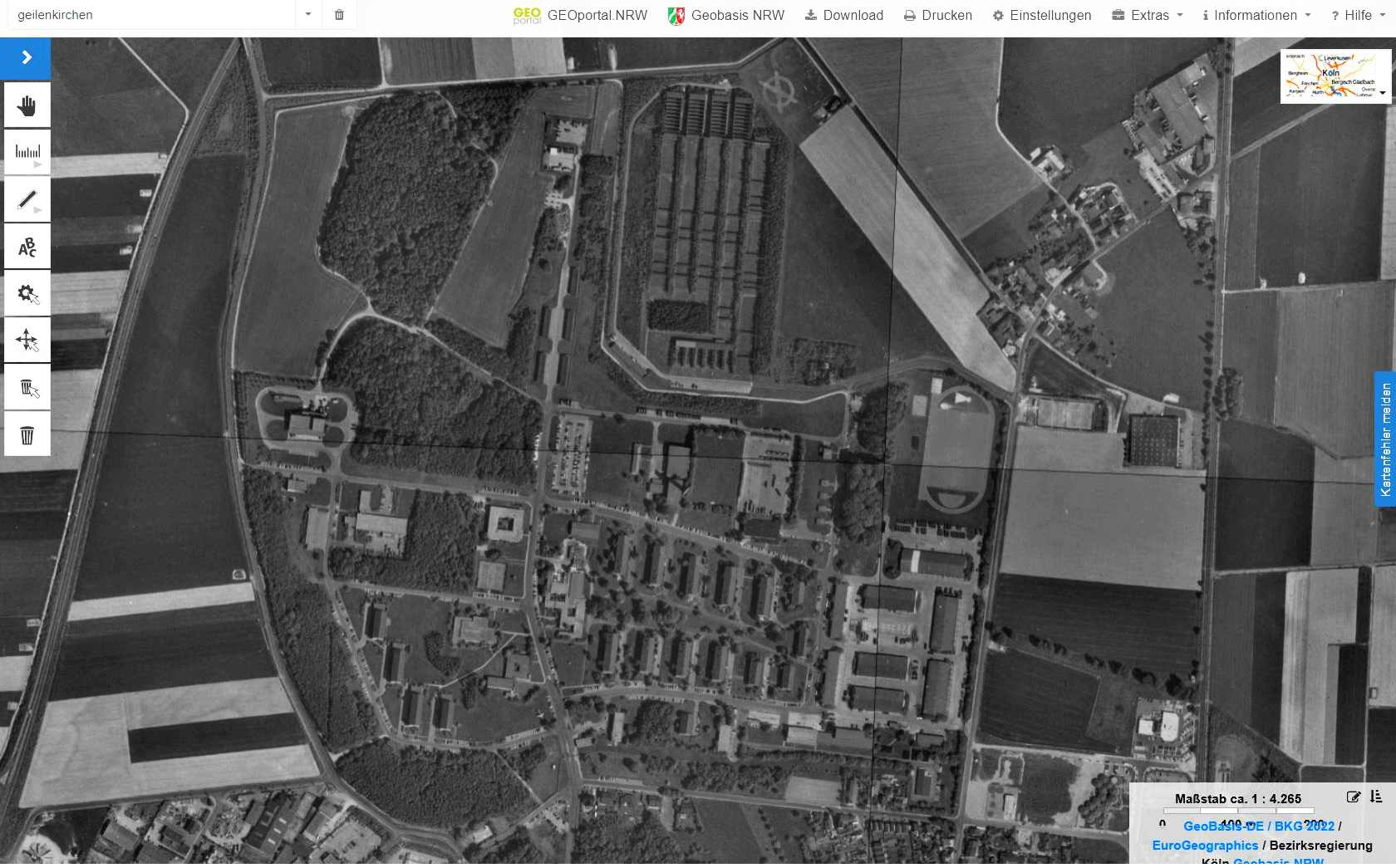
Selfkantkaserne 1988, Flugkörpergeschwader 2

- Es existieren in Niederheid drei Industriegebiete, in denen zahlreiche Firmen mit folgendem Branchenmix vertreten sind:[6]
  - Ausbaugewerbe
  - Automobilzulieferer
  - Baugewerbe
  - Bauinstallation
  - Dienstleistungszentrum
  - Eisen- und Sanitärgroßhandel
  - Gastronomieausstattung
  - Handelsbetriebe
  - Kfz-Handel
  - Kunststoffverarbeitendes Gewerbe
  - Metallverarbeitung
  - Softwareentwickler
- Der Kindergarten Die Waldwichtel ist in der Selfkant-Kaserne an der Quimperlestraße.[7]
- Ein Spielplatz in Niederheid befindet sich an der Von-Humboldt-Straße
- Der Ort hat Anschluss an das Radverkehrsnetz NRW.
- In der Selfkant-Kaserne in Niederheid befindet sich das Zentrum für Verifikationsaufgaben der Bundeswehr.
- Löschzug der Freiwillige Feuerwehr Geilenkirchen, Löschgruppe Niederheid

### Verkehr
Die AVV-Buslinien 434, 437, GK1 und GK2 der WestVerkehr verbinden Niederheid wochentags mit Geilenkirchen und den Nachbarorten. Abends und am Wochenende kann der Multi-Bus angefordert werden.
| Linie | Verlauf |
| ----- | --- |
| 434   | Geilenkirchen Bf – Bauchem – Niederheid – Hatterath – Gillrath – Birgden – Schierwaldenrath Bf – Langbroich – Schümm – Brüxgen – Breberen – Saeffelen – Heilder – Höngen |
| 437   | Geilenkirchen Bf – Bauchem – Niederheid – Hatterath – Gillrath – Stahe – Niederbusch – Gangelt – Hastenrath – Kleinwehrhagen – Großwehrhagen – Höngen                    |
| GK1   | (Geilenkirchen Loherhof – Hünshoven –) Geilenkirchen Bf – (Burg Trips →) Bauchem – Niederheid                                                                            |
| GK2   | (Geilenkirchen Bf – Bauchem) / (Gillrath – Hatterath) – Niederheid (– Rischden – Tripsrath – Hochheid)                                                                   |

### Straßennamen
Am Dorfteich, Am Forsthaus, An Fürthenrode, Aufm Brunk, August-Thyssen-Straße, Borsigstraße, Daimlerstraße, Dieselstraße, Einsteinstraße, Fort-Sill-We, Friedrich-Krupp-Straße, Gutenbergstraße, Hansemannstraße, Huntsville Weg, Junkersstraße, Kapellenweg, Landstraße, Leopold-Hoesch-Straße, Matadorstraße, Ottostraße, Pater-Esser-Weg, Pershing Allee, Quimperlestraße, Richtweg, Röntgenstraße, Sankt-Barbara-Straße, Von-Braun-Straße, Von-Humboldt-Straße, Zeppelinstraße

## Vereine
- Freiwillige Feuerwehr Geilenkirchen, Löschgruppe Niederheid
- Spielmannszug 1920 Niederheid e. V.
- Malteser Hilfsdienst e. V. Niederheid Kreisgeschäftsstelle
- Freunde von Quimperlé 1990 Niederheid e. V.